# Sprechstundenpsychiatrie
Sprechstundenpsychiatrie ist eine von Erwin H. Ackerknecht für die Neurosenpsychiatrie gebrauchte Bezeichnung. Nach dem triadischen System der Psychiatrie bezieht sich dieser 3. Teil der Psychiatrie auf eine für die Gesprächstherapie am besten geeignete Patientengruppe. Der Autor Walter Bräutigam bezeichnete diesen Teil der Psychiatrie auch als „kleine Psychiatrie“. Damit soll die im Hinblick auf Heilung relativ günstige Prognose dieser eher leichteren psychischen Störungen zum Ausdruck kommen. Bräutigam spricht zur Charakterisierung dieser Krankheitsgruppe auch von „Nähe und Verbindung zu normalpsychologischen Vorgängen“.

## Nähere Begriffsbestimmung
Klaus Dörner hat den Begriff der Sprechstundenpsychiatrie in seiner Darstellung der Geschichte der Psychiatrie aufgegriffen. Gemeinsam mit dem Autor W. Bräutigam kommt er zu der Charakterisierung, dass mit dem Begriff der Sprechstundenpsychiatrie das eigene Selbstverständnis der Patienten im Vordergrund des Interesses steht, das um eine Bestätigung im öffentlichen Diskurs bemüht ist. Demgegenüber betont Bräutigam, dass die Symptomatik der endogenen Psychosen „in den allgemeinen verstehenspsychologischen Ansätzen nicht zu erfassen“ ist. Hiermit wiederholt sich jedoch die sowohl von Ackerknecht als auch von Dörner in diesem Zusammenhang formulierte gesellschaftliche „Ausgrenzung der Unvernunft“.

## Soziale Frage
Wie sich vorwiegend in Deutschland im Verlauf der Entwicklung der Psychiatrie herausstellte, hat die Sprechstundenpsychiatrie durch die allgemeine Entwicklung hin zur Universitätspsychiatrie großen Aufschwung erlebt. Kennzeichen dieser Universitätspsychiatrie des 19. Jahrhunderts war es, dass die meist theoretischen Forderungen der Psychiker nach öffentlicher Anwendung von moralischen Maßstäben hier einen Gegenpol fanden, indem psychische Krankheit wie jede andere körperliche Erkrankung auch angesehen wurde und somit einer speziellen „moralischen Behandlung“ nicht vordergründig bedurfte. Nach Auffassung der Psychiker schloss die Anwendung der moralischen Behandlung die Anwendung von Zwangsmaßnahmen nicht aus. Insofern bestätigt die geübte Praxis der Neurosenpsychiatrie die kritische Bemerkung von K. Dörner, dass wirtschaftlich besser gestellte Bürger es sich leisten konnten, „es an den Nerven zu haben“, während die Armen Irren weiter in Spezialeinrichtungen konzentriert wurden, vgl. das Problem der Anstaltspsychiatrie. Durch die Nervenlehre seit Georg Ernst Stahl (1659–1734) in Deutschland und Thomas Willis (1621–1675) in England sowie die damit verbundene Neurologisierung der Psychiatrie, die auch den Begriff der Neurose hervorgebracht hat, wurde das Problem der geistigen Störungen nur teilweise im Weg der ambulanten Behandlung als ein Problem der Sprechstundenpsychiatrie gelöst. Der überwiegende Teil der psychisch Kranken wird auch noch heute durch das Anstaltssystem versorgt. Sofern sich jedoch eine ambulante Versorgung dieser „schwerer erkrankten Patienten“ überwiegend auf die Verabreichung von Medikamenten bezieht, ist auch der Begriff Sprechstundenpsychiatrie fragwürdig geworden, da zum Sprechen wenig Zeit verbleibt. Auch die bekannten Patienten Freuds zählten zu den finanziell begüterten Kreisen, so z. B. Sergius Pankejeff (der Wolfsmann), Marie Bonaparte (Prinzessin von Griechenland) und Bertha Pappenheim (Anna O.). Der schlagendste Beweis für die Relativität des Begriffs Neurose und seine Abhängigkeit von politischer Einschätzung liegt für Klaus Dörner in dem ausgesprochen starken Begriffswandel, dem die „Neurose“ vor allem nach dem Ersten Weltkrieg ausgesetzt war im Zusammenhang mit dem Problem der Kriegszitterer und den moralischen Bewertungsmaßstäben der Wehrkraftzersetzung.

## Historische Anfänge der Sprechstundenpsychiatrie

### England
England war Ausgangspunkt sowohl in der moralischen Behandlung psychisch Kranker als auch in der öffentlichen Diskussion über das Selbstverständnis leichter psychischer Störungen. Als Gradmesser für dieses Interesse eines empfindsamen Publikums können die Romane von Samuel Richardson (1689–1761) gelten. Bekannter ärztlicher Vertreter dieser Zeit ist George Cheyne (1671–1743). Die von ihm vertretene Forderung eines Rückzugs aus der reizüberflutenden Alltagswelt nimmt Gedanken von Jean-Jacques Rousseau (1712–1778) vorweg. Auf Cheyne geht die Bezeichnung der „Englischen Krankheit“ (English Malady) zurück, die er in positivem Sinne im Zusammenhang mit der führenden Stellung Englands in politischer und ökonomischer Hinsicht prägte. Dies darf als Beginn der Selbstanalyse gewertet werden, wie sie später von Freud betrieben und gefordert wurde. Politik, Ökonomie und Hysterie waren bevorzugte Themen in den coffee houses. In diesen Kaffeehäusern wurden die Gespräche der meist wohlhabenden Gesellschaftsschichten geführt, die den Namen der Sprechstundenpsychiatrie geprägt haben.

### Frankreich
Jean-Jacques Rousseau (1712–1778) ist als Vordenker der Ideen zu betrachten, die ähnlich wie in England zu einer öffentlichen Beschäftigung mit leichten psychischen Störungen, wie Hypochondrie und Melancholie in Frankreich führten. Rousseau bekennt sich zu diesen englischen Vorbildern auf seiner 1737 unternommenen Reise nach Montpellier, die er als „englische Reise“ bezeichnete. Montpellier war ab 1750 unter Théophile de Bordeu als Schule der Vitalisten bekannt. Praktisch umgesetzt hat diese Gedanken Franz Anton Mesmer (1734–1815) bereits in seiner Wiener Zeit. In einer großen Barockvilla, die das Erbe einer reichen von ihm geheirateten Witwe darstellte, eröffnete er 1768 eine Praxis. Dort hat er z. B. in therapeutischer Absicht Musikstücke aufgeführt, u. a. wurde dort Bastien und Bastienne von Mozart 1768 uraufgeführt. Die Behandlungspraktiken Mesmers vertreten die neuen von den Vitalisten bestimmten Nerventheorien, die nicht mehr die aufgeklärte Vernunft, sondern die Sensibilität und Empfindsamkeit in den Vordergrund rücken. In Paris wirken die neuen Behandlungspraktiken revolutionär im wörtlichen Sinne. Eine vom König 1784 gebildete Kommission aus den führenden naturwissenschaftlichen Gelehrten seiner Zeit lehnte seine Behandlungsmethoden ab. Wenn auch mit der Revolution die Ära der Sprechstundenpsychiatrie vorerst beendet war, so lebte sie doch in Deutschland weiter fort und kam später auch in Frankreich wieder in anderer Form auf.

### Deutschland
In Deutschland wurde die Sprechstundenpsychiatrie vor allem durch Wilhelm Griesinger (1817–1868) zusammen mit dem Somatismus eingeführt.